# Martín Zapater
Martín Zapater y Clavería (ur. 1747 w Saragossie, zm. 1803 tamże) − zamożny kupiec pochodzący z Aragonii a jednocześnie człowiek oświecenia. Był bliskim przyjacielem Francisca Goi, z którym utrzymywał obszerną korespondencję – dziś cenne źródło wiedzy o malarzu; Goya dwukrotnie namalował jego portret, w 1790 i 1797.
Całe życie był kawalerem, mieszkał przy ulicy del Coso naprzeciw Palacio del Conde de Sástago. Dorobił się fortuny dzierżawiąc ziemię i pożyczając kapitał mieście Saragossa oraz innym instytucjom i osobom. Król Karol IV wyróżnił go szlacheckim tytułem Noble de Aragón.
Był promotorem idei oświeceniowych w Aragonii. W 1776 ufundował towarzystwo ekonomiczne Real Sociedad Económica de Amigos del País de Aragón. Współpracował również przy założeniu Królewskiej Akademii Sztuk Pięknych San Luis. Z jego inicjatywy powstały również ogród botaniczny i teatr w Saragossie. Fundował stypendia dla zdolnych uczniów architektury i grawerstwa.